# 阿格達姆區
阿格達姆區是阿塞拜疆的一個區，位於該國西南部。面積1,150平方公里，1993年人口163,400人。首府阿格達姆。
1993年起因納戈爾諾-卡拉巴赫衝突被亞美尼亞佔領，成為無人居住的緩衝區。原來的居民被迫遷到蘇姆蓋特和巴爾達。當年7月29日聯合國安理會發出不具約束力的853號決議，要求亞美尼亞無條件從該區撤軍。2020年纳戈尔诺-卡拉巴赫战争結束後，根據停戰协议，阿格達姆及周边地区将在2020年11月20日之前還給阿塞拜疆。